# Osilo
Osilo (sardinsky: Ósile, Ósili, Ósilu) je italská obec (comune) v provincii Sassari v regionu Sardinie. Nachází se ve výšce 672 metrů nad mořem a má přibližně 2 800 obyvatel. Rozloha obce je 98,03 km².